# John Gilmore (escritor)
John "Jonathan" Gilmore (Los Angeles, 5 de julho de 1935 - Los Angeles, 13 de outubro de 2016) foi um autor  e jornalista americano, conhecido por suas memórias iconoclastas de Hollywood e por suas obras de literatura policial e ficção.

## Biografia
Ator de cinema, televisão e teatro em Los Angeles e Nova York na década de 1950, Gilmore escreveu primeiramente sobre seu encontro com Elizabeth Short, também conhecida como "A Dália Negra", durante sua juventude. Gilmore emergiu como um escritor da Geração Beat nos anos 1960, influenciado por Jack Kerouac e fez amizade com o autor William S. Burroughs. A publicação de seu livro sobre crimes reais, "Severed: The True Story of the Black Dahlia", deu início a um culto de seguidores para o autor. Seus manuscritos e escritos originais estão armazenados no departamento de coleções especiais da Biblioteca de Pesquisa da Universidade da Califórnia em Los Angeles.
Durante a década de 1950, através de John Hodiak, Gilmore conheceu Marilyn Monroe em Hollywood, e depois conviveu com ela em Nova York, onde esteve envolvido com o Actors Studio, transcrevendo as palestras de Lee Strasberg em forma de livro. Gilmore se apresentou no palco e ao vivo na TV, escreveu poesias e roteiros e dirigiu duas peças experimentais, uma de Jean Genet. Ele escreveu e dirigiu um filme de baixo orçamento intitulado “Expressions”, mais tarde alterado para “Blues for Benny”. O filme não teve lançamento geral, mas foi exibido de forma independente. Depois de cinco anos em que escreveu uma dúzia de roteiros de filmes e desenvolveu projetos de cinema com o diretor Curtis Harrington, Gilmore finalmente se estabeleceu em uma carreira literária como jornalista, escritor policial e romancista. Ele atuou como chefe do programa de redação da Universidade de Antioquia e lecionou e deu palestras extensamente.
No final da década de 1950, John passou um tempo em Paris, na França, frequentando o Beat Hotel e manteve relacionamentos com a romancista Françoise Sagan e com a estrela pop de cinema Brigitte Bardot.
Em 1971, ele publicou seu primeiro relato sobre o líder do culto dos anos 60 e assassino condenado, Charles Manson, intitulado The Garbage People. Com um sucesso modesto, ganhou um público muito maior através de um relançamento em 1996. 
Em 1997, em " Laid Bare ", seu primeiro livro de memórias, Gilmore relatou suas associações, começando na década de 1950 e durante a década de 1960 com Hank Williams, Janis Joplin, Jack Nicholson, Jane Fonda, Dennis Hopper, Brigitte Bardot, Jean Seberg, Steve McQueen, Irish McCalla, Jayne Mansfield, Ed Wood e outras personalidades.

## Legado e morte
Casado e divorciado três vezes, John Gilmore tinha dois filhos, Carson Gilmore e Ursula Gilmore. Ele morava em Hollywood Hills. Ele foi frequentemente entrevistado na mídia pelo Los Angeles Times e The New York Times, bem como outras publicações internacionais e documentários, e foi descrito como uma figura de culto noir, e um "ícone cultural", com vários livros sempre em andamento. Ele foi e continua a ser publicado em todo o mundo. Em 2007, Gilmore concluiu um livro de memórias aprofundado sobre a vida de Marilyn Monroe, intitulado Inside Marilyn Monroe. Ele morreu em 13 de outubro de 2016 em sua casa em Los Angeles, aos 81 anos.